# Maial College 2
(Tagline del film)
Maial College 2 (Van Wilder 2: The Rise of Taj) è un film commedia statunitense del 2006 diretto da Mort Nathan. La pellicola è un sequel di Maial College incentrato sul personaggio di Taj Badalandabad, nuovamente interpretato da Kal Penn.

## Trama
Taj Badalandabad (Kal Penn), assistente ed amico del leggendario Van Wilder, lascia il Coolidge College per andare in Inghilterra e frequentare la Canford University nella speranza di seguire le orme del padre sia attraverso la laurea che venendo ammesso alla sua stessa confraternita studentesca; i "Fox & Hounds".
Giunto alla sede della confraternita, Taj incontra il borioso ed arrogante conte di Grey, Pip Everett (Daniel Percival), il quale lo informa che c'è stato uno spiacevole caso di errore tipografico e, quindi, lo manda nella "Stalla", ovvero l'edificio del campus dove risiedono gli elementi più scadenti ed emarginati di tutta l'università: Sadie (Holly Davidson) una bella cockney dal linguaggio volgare, Seamus (Glen Barry) un atleta irlandese avverso a tutto ciò che è inglese, Gethin (Anthony Cozens) stereotipo del nerd e Simon (Steven Rathman) ragazzo maldestro e taciturno.
Non perdendosi d'animo, Taj riflette su cosa avrebbe fatto Van nella stessa situazione e, dunque, insegna al gruppo di emarginati a tirare fuori le loro potenzialità fondando una nuova confraternita: i "Cock & Bulls" con la quale annuncia, al ballo inaugurale del campus, l'intenzione di vincere la celebre coppa di Hastings; premio attribuito alla confraternita che si aggiudica, a fine dell'anno, il maggior numero di eventi accademici e sportivi.
Nel frattempo, come parte dei suoi doveri nell'istituto, Taj assume il ruolo di insegnante di storia supervisionato dalla bella Charlotte Higginson (Lauren Cohan) ragazza appassionata di archeologia impegnata in una relazione con Pip Everett. Sebbene il giovane indiano si innamori a prima vista della bellezza britannica, essa è piuttosto diffidente nei suoi confronti e vede di traverso il suo modo di insegnare, dubitando della serietà con cui prende il compito.
Quando Charlotte fa notare al ragazzo che i suoi protetti hanno un rendimento scolastico estremamente basso, e perciò sono a rischio di perdere l'anno, intimandogli che ciò di cui hanno bisogno è una maggiore disciplina, lui decide di dimostrarle come in realtà i suoi metodi possano portare dei risultati e, nel giro di poche settimane, riesce a risollevare sia i voti che l'autostima dei "Cock & Bulls" che si avvicinano sempre di più in graduatoria ai "Fox & Hounds", scatenando la rabbia di Pip, infastidito anche dalla quantità di tempo passato insieme da Taj e Charlotte.
Desideroso di porre fine alla scalata del gruppo di reietti in tutti i modi possibili, Pip tenta di sabotarli durante il Royal Literary Ball e il Camford Dog Show finendo però vittima delle sue stesse macchinazioni. Nel frattempo Charlotte e Taj si innamorano e i "Cock & Bulls" raggiungono i "Fox & Hounds" nella corsa alla coppa di Hastings.
Furioso, Pip ruba i risultati di un esame e li fa ritrovare nel dormitorio della confraternita rivale che, dunque, viene accusata del furto e minacciata di espulsione, ma Taj si immola per i compagni assumendosi tutta la responsabilità del furto e chiede alla commissione disciplinare di essere il solo a venire espulso. Il rettore dell'università (Jonathan Cecil) accetta il patto e consente ai "Cock & Bulls" di restare a Camford, mentre Taj viene costretto ad andarsene e Charlotte, delusa e col cuore infranto gli dice di non volerlo mai più rivedere ma, poco dopo, ritorna sui suoi passi ed inizia a investigare sulla faccenda facendo emergere le prove dell'innocenza del ragazzo; dunque lo rintraccia prima che parta e lo convince ad irrompere assieme a lei alla coppa di Hastings sbugiardando il complotto ordito da Pip.
Umiliato e furente, il nobile sfida l'indiano a duello armandosi di una vera spada piuttosto che una da scherma ma, alla fine, Taj riesce comunque a trionfare disarmando Pip, il quale viene espulso. I "Cock & Bulls" trionfano aggiudicandosi il premio e Taj e Charlotte si fidanzano.

## Produzione

### Cast e personaggi
- Kal Penn è Taj Mahal Badalandabad; promosso da comprimario a protagonista e recatosi in Inghilterra per entrare nella Canford University, ove porta scompiglio grazie al suo modo di vedere le cose e ai suoi metodi di insegnamento. Rispetto al primo film il personaggio si dimostra molto più sicuro di sé e aperto con gli altri, avendo imparato molto dall'amico Van che, tra l'altro, gli fa arrivare una golf cart come la sua per muoversi nel campus.
- Daniel Percival è Pip Everett, conte di Grey; giovane nobile altezzoso, spocchioso, razzista, sessista, ed arrogante che guarda tutti con disprezzo, è a capo dei "Fox & Hounds" e vede in Taj un ostacolo al suo ideale di ordine organizzando mille espedienti per metterlo in cattiva luce sebbene, alla fine, è lui a farne le spese.
- Lauren Cohan è Charlotte Higginson; giovane insegnante di storia della Canford University appassionata di archeologia tanto da volere, in futuro, diventare archeologa e girare il mondo. È fidanzata con Pip pur non condividendone le idee maschiliste e avendolo scelto solo in qualità di classico "buon partito" spinta dai suoi genitori. L'arrivo di Taj sconvolge anche lei che, dapprima diffidente nei confronti del giovane indiano, finisce per innamorarsi di lui.
- Glen Barry è Seamus O'Toole; ragazzo irlandese membro dei "Cock & Bulls" ed ex-giocatore di rugby che passa il giorno scolandosi litri di birra e maledicendo tutto ciò che è inglese. Con l'aiuto di Taj, diventa uno dei maggiori giocatori della squadra di rugby del campus. Stereotipo dell'irlandese medio, resta affascinanto da una ragazza inglese che ad una festa lo stende con una testata dopo che lui le palpa il sedere e, nella scena finale, lo si vede accanto a quest'ultima.
- Anthony Cozens è Gethin; membro dei "Cock & Bulls" e stereotipo del nerd, estremamente intelligente, amante della matematica e astemio. Possiede due lauree e frequenta Canford per prendere due specializzazioni: in matematica e in fisica quantistica. Sorprende tutti con la sua strabiliante cultura durante la Gara dei Cervelloni dove vince praticamente da solo, cosa che lo porta a conquistare Penelope, una delle due gemelle membri dei "Fox & Hounds".
- Holly Davidson è Sadie; unica ragazza dei "Cock & Bulls", è una cockney molto sboccata che si esprime spesso con doppi sensi o in gergo, confondendo tutti tranne Taj. Grande bevitrice sempre pronta ad avventure sessuali si innamora, ricambiata, di un lord inglese ancora più pervertito di lei.
- Steven Rathman è Simon; il membro più singolare dei "Cock & Bulls", taciturno, maldestro e appassionato di videogiochi. Nel corso della storia supera la sua timidezza, che si scopre dovuta al fatto che, quando si eccita, non riesce a parlare per via dell'afflusso di sangue nel suo pene di 30 cm, cosa che una volta raccontata in giro gli garantisce un grande successo con le ragazze.
- Beth Steel è Penelope; membro dei "Fox & Hounds" e sorella gemella di Alexandra, di cui ha un carattere completamente opposto. Si innamora di Gethin, affascinata dalla sua tenerezza e verve, e finisce per mettersi con lui.
- Amy Steel è Alexandra; membro dei "Fox & Hounds" e sorella gemella di Penelope, di cui ha un carattere completamente opposto. Attratta da Pip, lo aiuterà nel suo piano per far espellere Taj ma, alla fine, confessa le sue malefatte poiché costretta dalla sorella.
- Kulvinder Ghir è Punjab Badalandabad; il padre di Taj, anche lui ha studiato alla Canford University e si vanta di essere stato membro dei "Fox & Hounds" sebbene, alla fine, confessa al figlio di aver sempre mentito, poiché caduto vittima dello scherzo dell'errore tipografico.
- Shobu Kapoor è la madre di Taj.
- Gabriela Modorcea è la sorella di Taj.
- Jonathan Cecil è il rettore Cunningham.

### Marketing
Nel mese di novembre 2006 l'attore Kal Penn, accompagnato dai cantanti Art Alexakis degli Everclear e Jonny Dubowsky dei Jonny Lives! hanno compiuto un tour attraverso i campus dei college, le emittenti radiofoniche e le stazioni televisive della Gran Bretagna al fine di promuovere la pellicola e le sue colonne sonore. Nel gennaio 2007 è stata poi svolta un'operazione simile, il Van Wilder Rock Tour, dagli Everclear e dai Jonny Lives!, tramite ventuno tappe durato un mese.

## Accoglienza
Il film ha incassato 2.3 milioni di dollari nella prima settimana di proiezione e 6.086.508 di dollari in tutto il mondo. Inoltre non ha ottenuto particolare apprezzamento neppure dal pubblico guadagnando una valutazione di 7% sul sito Rotten Tomatoes.

## Riferimenti
- Quando Taj viene invitato da Pip a fare un discorso, vengono fatti riferimenti espliciti a Stairway to Heaven dei Led Zeppelin. Egli dice infatti, nella versione in lingua originale: «There's a lady who is sure that all the glitters is gold, because she's buying a stairway in hampstead».
- Sono presenti numerosi riferimenti ai brani: (I Can't Get No) Satisfaction dei Rolling Stones, Roxanne dei The Police, Even Better Than the Real Thing degli U2, I Really Want You di James Blunt e I Want to Take You Higher degli Sly & the Family Stone.

## Sequel
Nonostante il fiasco registrato ai botteghini, nel 2008 ad Atlanta, Georgia, è stato girato un terzo film di Van Wilder, sorta di prequel del primo.